# Medi òptic
Un medi òptic és el material a través del qual es propaguen les ones electromagnètiques. És un tipus de medi de transmissió. La permitivitat i la permeabilitat del medi defineixen com s'hi propaguen les ones electromagnètiques. El medi té una impedància intrínseca que ve donada per:
{\displaystyle \eta ={E_{x} \over H_{y}}}
On {\displaystyle E_{x}} i {\displaystyle H_{y}} són el camp elèctric i el camp magnètic, respectivament.
En una regió sense conductivitat elèctrica, l'expressió es simplifica a:
{\displaystyle \eta ={\sqrt {\mu  \over \varepsilon }}\ .}
Per exemple, en l'espai lliure la impedància intrínseca s'anomena impedància característica del buit, denotada per Z0, i:
{\displaystyle Z_{0}={\sqrt {\mu _{0} \over \varepsilon _{0}}}\ .}
Les ones es propaguen a través del medi amb una velocitat {\displaystyle c_{w}=\nu \lambda }, on {\displaystyle \nu } és la freqüència i {\displaystyle \lambda } és la longitud d'ona de les ones electromagnètiques. Aquesta equació també es pot escriure de la següent forma:
{\displaystyle c_{w}={\omega  \over k}\ ,}
On {\displaystyle \omega } és la freqüència angular de l'ona i {\displaystyle k} és el nombre d'ona de l'ona. En enginyeria elèctrica, el símbol {\displaystyle \beta }, anomenat la constant de fase, se sol utilitzar en comptes de {\displaystyle k}.
La velocitat de propagació de les ones electromagnètiques en l'espai lliure, un estat de referència estàndard idealitzat (com el zero absolut per la temperatura) es denota per convenció per c0:

{\displaystyle c_{0}={1 \over {\sqrt {\varepsilon _{0}\mu _{0}}}}\ ,}
On {\displaystyle \varepsilon _{0}} és la constant elèctrica i {\displaystyle ~\mu _{0}\ } és la constant magnètica.